# Gossypium klotzschianum
Gossypium klotzschianum là một loài thực vật có hoa trong họ Cẩm quỳ. Loài này được Andersson mô tả khoa học đầu tiên năm 1855.